# Kangra
Kangra è una città dell'India di 9.155 abitanti, situata nel distretto di Kangra, nello stato federato dell'Himachal Pradesh. In base al numero di abitanti la città rientra nella classe V (da 5.000 a 9.999 persone). La lingua parlata in Kangra è il Kangri, un dialetto del Panjabi.

## Geografia fisica
La città è situata a 32° 6' 0 N e 76° 16' 0 E e ha un'altitudine di 732 m s.l.m..

## Società

### Evoluzione demografica
Al censimento del 2001 la popolazione di Kangra assommava a 9.155 persone, delle quali 4.575 maschi e 4.580 femmine. I bambini di età inferiore o uguale ai sei anni assommavano a 890, dei quali 497 maschi e 393 femmine. Infine, coloro che erano in grado di saper almeno leggere e scrivere erano 7.591, dei quali 3.868 maschi e 3.723 femmine.